# La Poursuite impitoyable (film)
Pour les articles homonymes, voir La Poursuite impitoyable et The Chase.
Pour plus de détails, voir Fiche technique et Distribution.
La Poursuite impitoyable (The Chase) est un film américain d’Arthur Penn sorti en 1966.

## Synopsis
Le film met en scène une petite ville du Texas où méfiance, indiscrétions et adultère vont bon train. 
Tout le monde en ville pense que le shérif Calder travaille pour Val Rogers, un magnat du pétrole. Quand on apprend que le bandit local Bubber Reeves vient de s’évader du pénitencier où il était enfermé, chacun préférerait que ce dernier soit capturé plutôt mort que vif. Après quelques péripéties, Reeves finit par revenir un soir de fin de semaine où, dans un climat de débauche et de beuverie, son évasion tourne au drame. En effet, le fils de Val Rogers entretient une liaison avec Anna, la femme de Bubber, et il craint que celui-ci le découvre et se venge. Calder devra faire l'impossible pour éviter que Bubber soit lynché.
Le film illustre certains des travers de l'Amérique profonde, dans une petite ville du sud des États-Unis : le racisme et la ségrégation de facto qui règnent, la foule qui remplace la justice par la vindicte populaire et s'en prend même aux représentants de la loi, dans une ambiance de violence, de médisance et d'alcoolisme.
Écœurés par le désastre sur lequel s'achève la poursuite de Bubber, Calder et son épouse quittent définitivement la ville, Anna et Val restent seuls, chacun ayant perdu un être aimé.

## Fiche technique
- Titre : La Poursuite impitoyable
- Titre original : The Chase
- Réalisation : Arthur Penn
- Scénario : Lillian Hellman d’après la pièce de théâtre éponyme ("The Chase", 1952) et du roman éponyme (1956) de Horton Foote
- Musique : John Barry
- Photographie : Joseph LaShelle
- Montage : Gene Milford
- Directeur artistique : Robert Luthardt
- Décors : Richard Day et Frank Tuttle
- Costumes : Donfeld
- Producteur : Sam Spiegel
- Société de production : Columbia Pictures Corporation
- Pays d’origine : États-Unis
- Genre : drame
- Format : Couleur (Technicolor) - 35 mm - 2,35:1 - Son : Mono (RCA Sound Recording)
- Durée : 135 minutes
- Dates de sortie :
  - États-Unis : 17 février 1966
  - France : 15 septembre 1966
- Affiches : Raymond Elseviers (Belgique), Georges Kerfyser, Jean-Étienne Siry (France)

## Distribution
- Marlon Brando (VF : William Sabatier) : le sheriff Barrett Calder
- Jane Fonda (VF : Michèle Bardollet) : Anna Reeves
- Robert Redford (VF : Daniel Crouet) : Bubber "Bobby" Reeves
- E. G. Marshall (VF : Yves Brainville) : Val Rogers
- Angie Dickinson (VF : Nelly Vignon) : Ruby Calder
- Janice Rule (VF : Nadine Alari) : Emily Stewart
- Malcolm Atterbury : M. Reeves
- Miriam Hopkins (VF : Renée Barell) : Mme Reeves
- Martha Hyer (VF : Arlette Thomas) : Mary Fuller
- Richard Bradford (VF : Jacques Deschamps) : Damon Fuller
- Robert Duvall (VF : Dominique Paturel) : Edwin Stewart
- James Fox (VF : Philippe Mareuil) : Jason Rogers (Jake)
- Steve Ihnat : Archie
- Henry Hull : M. Briggs
- Jocelyn Brando : Mme Briggs
- Katherine Walsh : Verna Dee
- Clifton James (VF : Jacques Ferrière) : Lem
- Diana Hyland : Elizabeth Rogers
- Joel Fluellen : Lester Johnson
- Bruce Cabot (VF : Jean Violette) : Sol
- Paul Williams : Seymour
- Nydia Westman : Mrs. Henderson
- Ken Renard : Sam
- Lori Martin : Cutie
- Steve Whittaker : Slim

Et, parmi les acteurs non crédités :
- James Anderson : le compagnon d'évasion de Bubber
- Eduardo Ciannelli (VF : Georges Atlas) : M. Siftifieus
- Ralph Moody : un citoyen
- Grady Sutton : un invité de la fête

## Production
Après le tournage, le producteur Sam Spiegel interdit au réalisateur Arthur Penn de participer au montage et confie le film à « des monteurs professionnels. » Penn sort écœuré de l'expérience de La Poursuite impitoyable, qu'il considère saboté par Spiegel.
Dans la scène de passage à tabac de Marlon Brando, pour exacerber sa violence, le metteur en scène a demandé aux acteurs de donner des coups de poing au ralenti — leur impact étant nul, les coups n'ont donc pas blessé l'acteur. La scène a été ensuite passée en accéléré pour donner une impression de vitesse ce qui rend les coups donnés plus impressionnants et suggère une brutalité plus indicible encore.

## Sortie vidéo
La Poursuite impitoyable sort en digibook Blu-ray/DVD + livret le 22 mai 2020 édité par Sidonis-Calysta, en plus du livret retraçant la génèse du film (60 pages), l'édition comprend une présentation du film par François Guérif (20').